# Santa Ana (departamento)
Santa Ana é um departamento de El Salvador, cuja capital é a cidade de Santa Ana.

## Municípios

Municipios de Santa Ana

O Departamento de Santa Ana está dividido em 13 municipios:
| Nº | Município                 | Território | População    |
| -- | ------------------------- | ---------- | ------------ |
| 1  | Candelaria de la Frontera | 91,13 km²  | 33 550 hab.  |
| 2  | Chalchuapa                | 165,76 km² | 86 200 hab.  |
| 3  | Coatepeque                | 126,85 km² | 48 544 hab.  |
| 4  | El Congo                  | 91,43 km²  | 22 274 hab.  |
| 5  | El Porvenir               | 52,52 km²  | 7 819 hab.   |
| 6  | Masahuat                  | 71,23 km²  | 5 125 hab.   |
| 7  | Metapán                   | 668,36 km² | 59 499 hab.  |
| 8  | San Antonio Pajonal       | 51,92 km²  | 4 574 hab.   |
| 9  | San Sebastián Salitrillo  | 42,32 km²  | 16 688 hab.  |
| 10 | Santa Ana                 | 400,05 km² | 261 568 hab. |
| 11 | Santa Rosa Guachipilín    | 38,41 km²  | 7 909 hab.   |
| 12 | Santiago de la Frontera   | 44,22 km²  | 9 150 hab.   |
| 13 | Texistepeque              | 178,97 km² | 20 904 hab.  |

Fonte: Directorio Municipal de la Fundación Dr. Guillermo Manuel Ungo

## Governo e administração
| Lista de Governadores desde 1998 | Lista de Governadores desde 1998 | Lista de Governadores desde 1998 |
| Período                          | Nome do governador               |                                  |
| -------------------------------- | -------------------------------- | -------------------------------- |
| 1998 - 1999                      | Luis Germán Dueñas               |                                  |
| 1999 - 2003                      | Juan Miguel Bolaños              |                                  |
| 2003 - 2006                      | Gerardo Escalón                  |                                  |
| 2006 - 2008                      | Alfredo Lemus                    |                                  |
| 2008 - 2009                      | Mario Roberto Paz                |                                  |
| 2009 -                           | Patricia Carolina Costa          |                                  |